# Venera z Merkurjem in Kupidom
Venera z Merkurjem in Kupidom ali Šola ljubezni ali Kupidovo izobraževanje je slika italijanskega slikarja Correggia iz okoli leta 1525, zdaj v Narodni galeriji v Londonu. Upodablja božanstva Kupida, Merkurja in Venero.

## Zgodovina
Pripravljalna skica zanjo je ohranjena v Britanskem muzeju. Zdi se, da sta Venera in Kupid s satirom (zdaj v Louvru) njen možni par - ta slika je večja, vendar je bila Venera z Merkurjem in Kupidom morda pozneje obrezana. Verjetno jih je naročil Nicola Maffei (okoli 1487-1536), zgodnjo slavo Venere z Merkurjem in Kupidom pa potrjuje kopija, ki jo je naredil Girolamo Mazzola Bedoli.
Vendar je prva pisna omemba obeh slik iz leta 1627, do takrat sta bili v zbirki Gonzagov v Mantovi (Maffeijevi so bili tesno povezani z Gonzagi). Med letoma 1627 in 1628 je obe sliki od Gonzagov pridobil Karel I. Angleški in je potrjeno, da sta bili leta 1639 v palači Whitehall. Njegova zbirka je vsebovala tudi kopije slike in njenega para Petra Oliverja, znanega kot Venerie Coeleste (Sveta ljubezen) in Venerie Mundano (Profana ljubezen).
Ob prodaji Karlovih predmetov so jo ocenili na 800 GBP in jo 23. oktobra 1651 prodali Thomasu Bagleyju, steklarju v kraljevem gospodinjstvu. Leta 1653 jo je kupil španski veleposlanik Alonso de Cárdenas za 1600 eskudov (400 funtov). Deloval je kot zastopnik Luisa de Hara, ki jo je nameraval predstaviti Filipu IV. Španskemu. Vendar, ko je slika prispela v Madrid, je Velazquez izpodbijal njeno pripisovanje Correggiu in Luis se je odločil, da jo obdrži zase.
Podedoval jo je Luisov sin Gaspar de Haro, nato Gasparjeva hči Catalina, žena Francisca Álvareza de Toleda, 10. vojvode Albe, čigar družina ga je obdržala do leta 1802. Tega leta jo je vojvodinje Albe podedoval 7. vojvoda Berwick in Liria - njeni sorodniki so vložili tožbo proti njemu, v med tem pa je Karel IV. Španski ukazal, da se slika proda Manuelu de Godoyu. De Godoya so aretirali šest let kasneje, sliko pa je skupaj z ostalim blagom zaplenil Joachim Murat in jo odnesel v Neapelj. Po Muratovem porazu in usmrtitvi med stotimi dnevi leta 1815 je njegova vdova Karolina pobegnila na Dunaj in s seboj odnesla sliko. Kasneje istega leta jo je prodala bodočemu 3. markizu Londonderryju. Leta 1834 jo je Londonderry prodal Narodni galeriji v Londonu, kjer zdaj visi.

## Druge različice
Znane so vsaj štiri zgodnje kopije slike:
- nekdanja last barona Massiasa v Parizu,
- Ham House, blizu Londona, ima kopijo, nedvomno izdelano, ko je bila slika v Londonu, zdaj National Trust[5],
- nekdanja last barona Brukenthala v Hermannstadtu (zdaj v Narodnem muzeju Brukenthal),
- nekdanja last Marguerite Pelouze v Château de Chenonceau.

Vsaj dve različici, tisti v Sibiuju in Chenonceauju, sta še vedno razstavljeni kot avtentični Correggiovi deli.